# Västertjärnen (Ramsele socken, Ångermanland)
Västertjärnen är en sjö i Sollefteå kommun i Ångermanland och ingår i Ångermanälvens huvudavrinningsområde.